# La Fortuna, Sinaloa
La Fortuna är en ort i Mexiko.   Den ligger i kommunen Ahome och delstaten Sinaloa, i den västra delen av landet, 1 300 km nordväst om huvudstaden Mexico City. La Fortuna ligger 16 meter över havet och antalet invånare är 207.
Terrängen runt La Fortuna är platt söderut, men norrut är den kuperad. Runt La Fortuna är det ganska tätbefolkat, med 83 invånare per kvadratkilometer. Närmaste större samhälle är Ahome, 8,6 km väster om La Fortuna. Trakten runt La Fortuna består till största delen av jordbruksmark.